# Bhimeshwor
Bhimeshwar (en népalais : भिमेश्वर) est un comité de développement villageois du Népal situé dans le district de Sindhuli. Au recensement de 2011, il comptait 2 298 habitants.